# Atol de Nukuoro

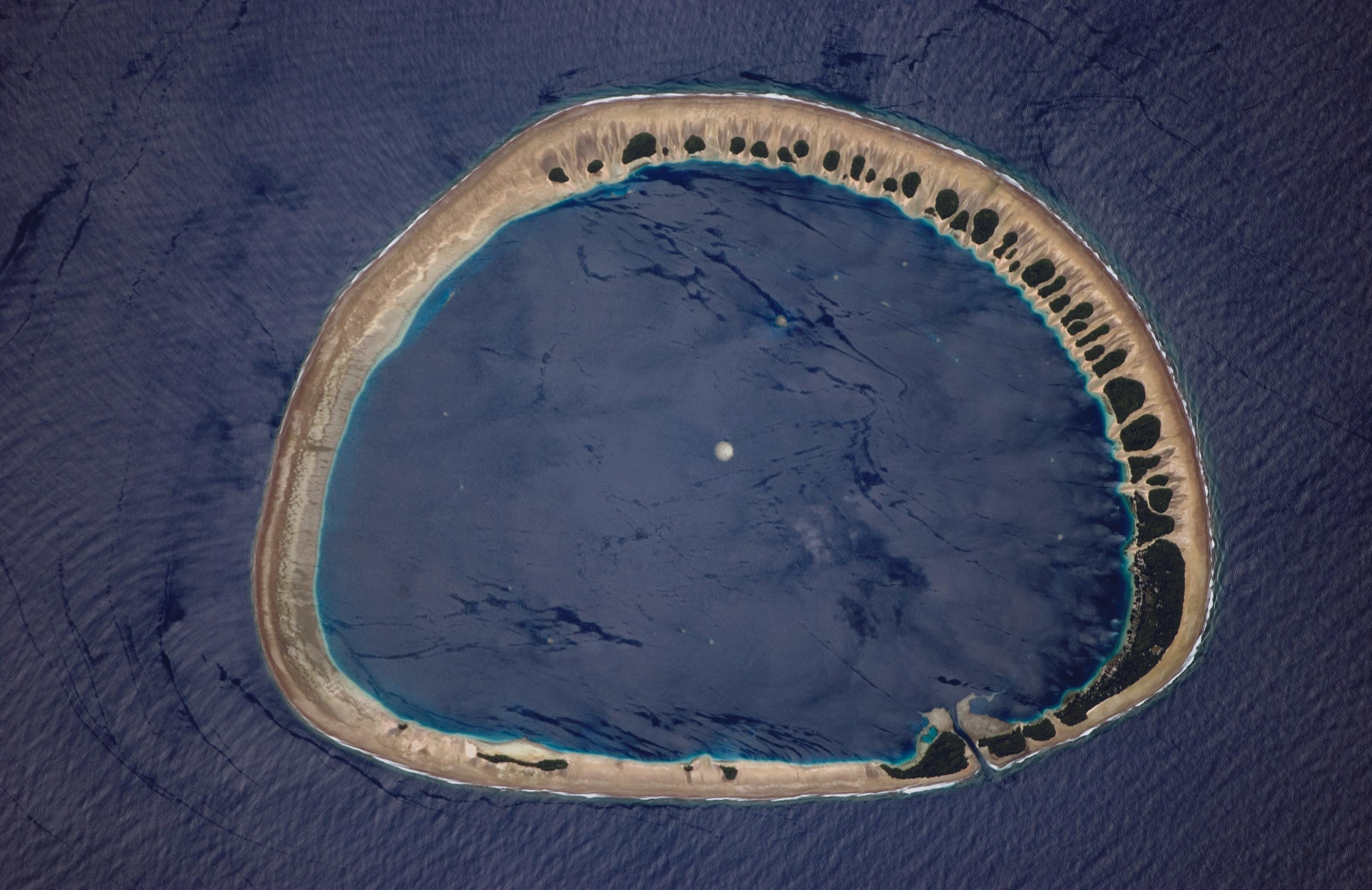
Nukuoro visto do espaço

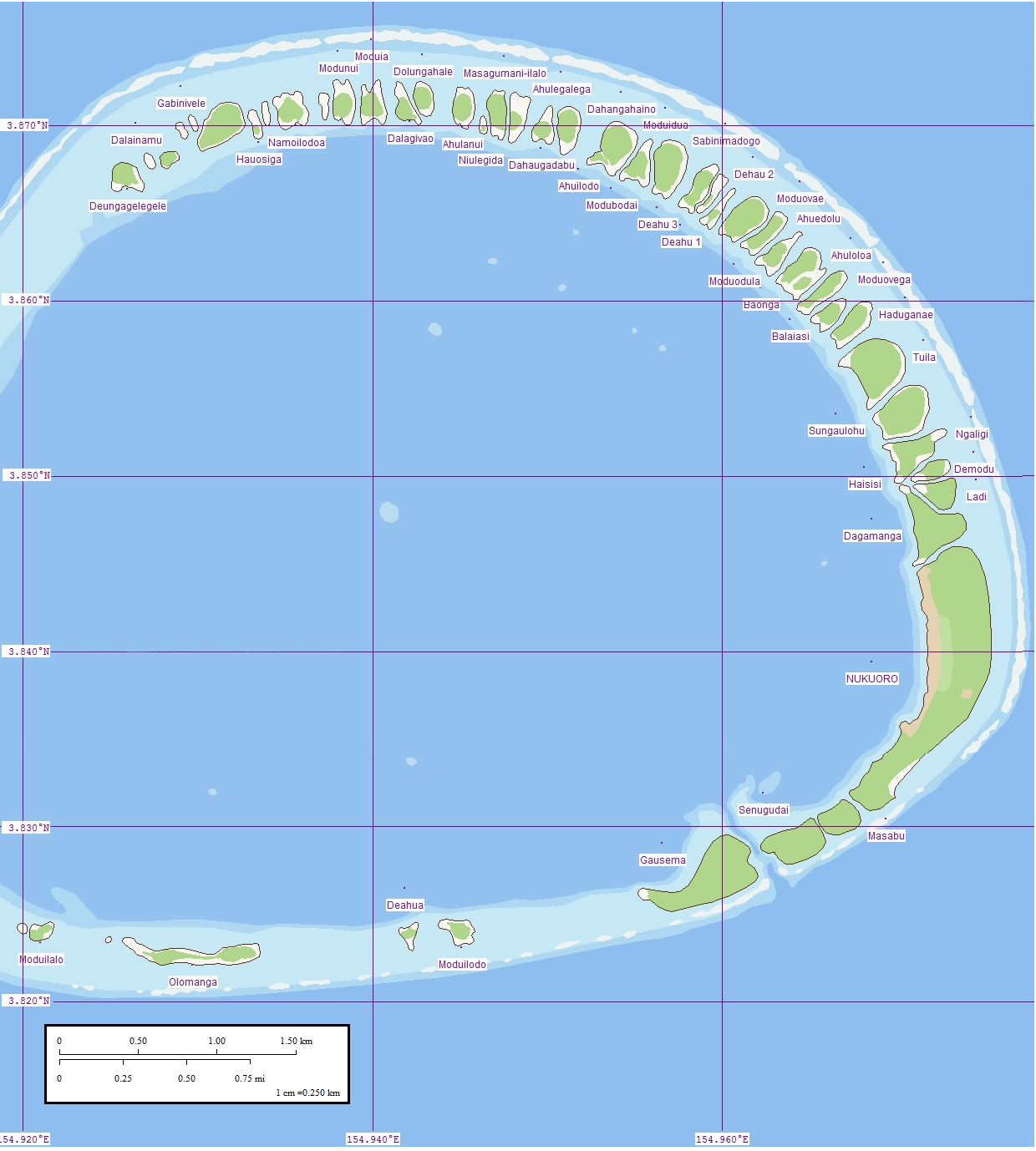

O Atol de Nukuoro é um atol situado nos Estados Federados da Micronésia. Nukuoro tem uma população de menos de 300 pessoas, embora 100 vivam em Pohnpei. Os habitantes falam a língua nukuoresa, que é próxima à língua kapingamarangi e é um dialecto polinésio, é próximo dos dialetos da Samoa e de Tokelau, tornando-a uma das Ilhas periféricas polinésias. A lenda local diz que os primeiros povos vieram se estabelecer em Nukuoro e em Kapingamarangi no ano 1700, vindos de Samoa, no Pacífico Sul e a 2200 milhas de distância.